# 厚井大樹
厚井 大樹（こうい だいき、1978年8月12日 - ）は、NHKのアナウンサー。

## 人物
東京都出身。海城高等学校を経て、慶應義塾大学商学部を卒業後、2002年に入局。

## 現在の出演番組
- 大相撲中継他スポーツ中継（アメリカンフットボール、ラグビー、高校野球など）
- 山梨県のニュース・中継・リポート
- Newsかいドキ（キャスター代行）

## 過去の出演番組
熊本放送局時代
- 熊本県のニュース・中継・リポート

高知放送局時代
- 高知県のニュース・中継・リポート
- 高知まるごと情報市

千葉放送局時代
- チバ☆スタ
- FMニュース

広島放送局時代
- 広島県・中国地方のニュース
- お好みワイドひろしま（お好みスポーツ）
- おはようひろしま
- 第72回甲子園ボウル実況（2017年）
- 第32回ジャパンXボウル実況（2018年）

G-Media出向時代（ - 2023年7月）
- ラジオニュース（不定期）
- 第33回ジャパンXボウル実況（2019年）
- 第73回ライスボウル実況（2020年）
- 第54回スーパーボウル現地実況（2020年）
- ひろしま コイらじ（2023年4月11日。広島放送局への応援）
- お好み845（同上）

甲府放送局時代（2023年8月 - ）